# Podalonia sheffieldi
Podalonia sheffieldi là một loài côn trùng cánh màng trong họ Sphecidae, thuộc chi Podalonia. Loài này được R. Turner miêu tả khoa học đầu tiên năm 1918.